# Xia Jia
Xia Jia, pseudonimo di Wáng Yáo 王瑶 (Xi'an, 4 giugno 1984), è una scrittrice cinese di fantascienza e fantasy.
I suoi racconti hanno vinto cinque premi Galaxy per la fantascienza cinese e sei premi Nebula per la fantascienza e la letteratura fantastica in cinese. 
Uno dei suoi racconti ha ricevuto una menzione d'onore per il premio Science Fiction & Fantasy Translation del 2013. Le sue storie sono state pubblicate su Nature, Clarkesworld, Year's Best SF, SF Magazine e sulla rivista di fantascienza cinese Kehuan shijie. Oltre alla versione cinese e inglese, le sue opere sono state tradotte in ceco, italiano, giapponese e polacco.

## Biografia
Xia Jia (Xià Jiā 夏笳) è entrata alla Scuola di fisica, Università di Pechino (北京大学) nel 2002. Si è laureata in Scienze dell'atmosfera. Successivamente è entrata nel programma di studi cinematografici presso la Communication University of China, dove ha completato la sua tesi di Master sulle figure femminili nei film di fantascienza. Ha ottenuto un dottorato di ricerca in Letteratura comparata e Letteratura mondiale all'Università di Pechino, con una tesi sulla fantascienza cinese e la sua politica culturale dal 1990. Insegna alla Scuola di Studi umanistici e sociali, Xi'an Jiaotong University.
Xia Jia conduce ricerche letterarie sulla fantascienza cinese. Durante i suoi programmi post laurea, il suo consulente accademico è stato il critico Dai Jinhua (戴锦华), professore presso l'Istituto di letteratura e cultura comparata all'Università di Pechino.
Grazie ai suoi studi sul cinema di fantascienza, Xia Jia ha diretto il film sperimentale di fantascienza Parapax (2007), in cui la scrittrice, nei panni della protagonista, vive con tre identità in tre diversi universi paralleli.
Mentre era ancora una studentessa, ha iniziato a scrivere opere di fantascienza. I suoi racconti hanno attirato l'attenzione della critica sin dall'inizio, a partire dal suo primo racconto, Guan Yaojing de Pingzi (妖精的瓶子) vincitore del premio Galaxy Award cinese (银河奖, yínhéjiǎng): si tratta di una storia in sintonia con la tradizione classica e didattica della fantascienza cinese i cui elementi di fantasia sono semplici vettori per trasmettere informazioni sulla vita e il lavoro di figure iconiche come Archimede, Einstein, Schrödinger e Maxwell.
Il suo primo lavoro più lungo è stato Jiuzhou Nilü (九州•逆旅), una parte della saga fantasy dell'universo condiviso di Jiuzhou. Bai Gui Ye Xing Jie (百鬼夜行街, del 2010) si rifà alla tradizione delle storie di fantasmi cinesi, ma viene gradualmente rivelato come il parco a tema Far Future, popolato da Cyborg.
Il 4 giugno 2015 il racconto di Xia Jia Let's have a talk (让我们说说话) è stato pubblicato su Nature.

## Opere

### Libri
- Jiuzhou Nilü 九州•逆旅 On the Road: Odyssey of China Fantasy, Wanjuan Publishing Company, 2009.
- Guan Yaojing de Pingzi: Xia Jia Kehuan Jiazuo Xuan, Sichuan Kexue Jishu Chubanshe, 2012,
- Spring Festival, Future Fiction, 2015 (e-book)
  - Festa di primavera, Future Fiction, 2015 (e-book)

### Racconti
- Guan Yaojing de Pingzi 关妖精的瓶子 The Demon-Enslaving Flask, Science Fiction World, Aprile 2004. Premio come migliore autore esordiente al XVI Galaxy Award for Chinese Science Fiction, 2004. Pubblicato in Renditions, 77 & 78, 2012.
- Yeying 夜莺 Nightingale, Science Fiction Pictorial: Literature Show 科幻画报：文学秀, 2005, poi versione ampliata Fly - Fantasy World 飞•奇幻世界,
- Carmen 卡门, Science Fiction World, agosto 2005. Premio dei lettori al XVII Galaxy Award for Chinese Science Fiction, 2005. tradotto in giapponese 林 久之 come カルメン Karumen in S-Fマガジン (S-F Magazine) 614,  2007, Volume II 異色作家特集II.
- Jiuzhou Yuji 九州•雨季 Raining Season, in Dinosaurs: Jiuzhou Fantasies 恐龙：九州幻想, settembre 2006.
- Jiuzhou Meng Yao 九州•梦垚 Dreaming of Yao, in Jiuzhou Fantasies 九州幻想, gennaio 2007.
- Bingdilian 并蒂莲 Twin Lotus Flowers, in Hongdou: Fantasies 1+1 红豆•幻想1+1, febbraio 2007.
- Hei Mao 黑猫 Black Cat, in World SF Expo 世界科幻博览, febbraio 2007.
- One Day, in Science Fiction World, marzo 2007.
- Qiezi Xiaojie 茄子小姐 Miss Eggplant, in Hongdou: Fantasies 1+1, giugno 2007.
- Yujian Anna 遇见安娜 Encountering with Anna, in Science Fiction World, luglio 2007.
- Yong Xia zhi Meng  永夏之梦 A Dream of Ever Summer, in Science Fiction World, settembre 2008.
- Miluo Jiang shang  汨罗江上 On the Miluo River, in Science Fiction World, ottobre 2008.
- Daosheng Bai Yutang  盗圣白玉汤 Sage of Thieves: Bai Yutang, in Science Fiction World, 2009.
- Duzi Lüxing  独自旅行 Travel alone, in New Realms of Fantasy and Science Fiction 新幻界, agosto 2009.
- Wode Mingzi Jiao Sun Shangxiang  我的名字叫孙尚香 My Name is Sun Shangxiang, in Fly - Fantasy World, Settembre 2009.
- Qingcheng yixiao 倾城一笑 A City-collaping Smile in Jiuzhou Fantasies: Ninefold Loom 九州幻想•九张机, New World Publishing House, Settembre 2009.
- Jiuzhou Shiri Jin 九州•十日锦 Ten-day Brocade, in Jiuzhou Fantasies: Ten-day Brocade 九州幻想•十日锦, New World Publishing House, Ottobre 2009.
- Bai Gui Ye Xing Jie 百鬼夜行街 A Hundred Ghosts Parade Tonight, in Science Fiction World, Agosto 2010; Silver Award al secondo Premio Nebula per la Science Fiction and Fantasy in Cinese, 2010. tradotto in inglese da Ken Liu e pubblicato in Clarkesworld, febbraio 2012, ristampato in Year’s Best Science Fiction and Fantasy 2013 e ristampato in The Apex Book of World SF: Volume 3, a cura di Lavie Tidhar, tradotto in polacco come Nocna Parada Duchów in Nowa Fantastyka 361, ottobre 2012, tradotto in italiano come Stanotte sfilano cento fantasmi in Festa di Primavera, Future Fiction, maggio 2015.
- Re Dao 热岛 Heat Island, Science Fiction World, Maggio 2011, in Pathlight - New Chinese Writing, Foreign Languages Press, primavera 2015.
- Tongyan Wuji Buke Yanchuan 童言无忌•不可言传 Children Say What They Like: Unspeakable, in Jiuzhou Fantasies: Dance of Fire 九州幻想•火之舞, New World Publishing House, Novembre 2011.
- Tongyan Wuji Yiyanweiding 童言无忌•一言为定 Children Say What They Like: Promise, in Jiuzhou Fantasies: Haze at Night 九州幻想•夜之岚, New World Publishing House Dicembre 2011.
- Shasi Yige Kehuan Zuojia 杀死一个科幻作家 To Kill a Science-Fiction Writer, Science Fiction World, Dicembre 2011.  premio dei lettori al ventitreesimo Galaxy Award for Chinese Science Fiction, 2011; Silver Award al terzo Nebula Awards for Science Fiction and Fantasy in Chinese, 2011.
- Tongyan Wuji Yaoyan Huozhong 童言无忌•妖言惑众 Children Say What They Like: Misleading Spells, in Jiuzhou Fantasies: Ironclad Still 九州幻想•铁甲依然, New World Publishing House, gennaio 2012.
- Tongyan Wuji Yanchuan Shenjiao 童言无忌•言传身教 Children Say What They Like: Walk by Talk, in Jiuzhou Fantasies: Dust in the Journey 九州幻想•衣上征尘, New World Publishing House, febbraio 2012.
- Maka  马卡 tutti i racconti pubblicati nel libro Guan Yaojing de Pingzi  关妖精的瓶子 The Demon-Enslaving Flask, Sichuan Science and Technology Press, Ottobre 2010.
- 2044 Chunjie Jiushi  2044春节旧事 Spring Festival: Happiness, Anger, Love, Sorrow, in Science Fiction World, Giugno 2013. Silver Award al quarto Nebula Awards for Science Fiction and Fantasy in cinese, 2013. poi pubblicato in Clarkesworld, Settembre 2014, poi pubblicato come Festa di primavera nell'antologia omonima, Future Fiction, 2015.
- Tongtong de Xiatian 童童的夏天, in Zui Xiaoshuo 最小说, marzo 2014, poi Tongtong summer in Upgraded, Wyrm Publishing, 2014, poi in polacco come Lato Tongtong in Nowa Fantastyka 388, January 2015, poi  L'estate di Tongtong in Festa di Primavera, Future Fiction, Maggio 2015, poi in ceco Tchung-tchungino léto in XB-1: Měsíčník sci-fi, fantasy a hororu, novembre 2015.
- Ni Xuyao de Zhi Shi Ai 你需要的只是爱 What You Need is Simply Love, in Guangming Daily 光明日报, agosto, 2014.
- Longma Yexing 龙马夜行 Night Walk of the Dragon-horse, Fiction World 小说界, febbraio 2015.
- Zhongguo Baikequanshu: Heiwu 中国百科全书（1）黑屋 Encyclopedia Sinica I: Dark Room, in Science Fiction World, aprile 2015, Silver Award al sesto Nebula Awards for Science Fiction and Fantasy in Chinese, 2015.
- Zhongguo Baikequanshu: She Jiang 中国百科全书（2）涉江 Encyclopedia Sinica II: Cross the River, in Science Fiction World, maggio 2015.
- Zhongguo Baikequanshu: Wan'an Youyu 中国百科全书（3）晚安忧郁 Encyclopedia Sinica III: Goodnight Melancholy, in Science Fiction World, giugno 2015.
- Let's Have a Talk , Nature 522, 122, 4 giugno, 2015.
- Handong Yexing Ren 寒冬夜行人 If on a Winter's Night a Traveler, Guangming Daily, June 5, 2015, page 14. Trans. by Ken Liu in Clarkesworld, novembre 2015.
- Zhongguo Baikequanshu: Babie Luan 中国百科全书（4）巴别乱 Encyclopedia Sinica IV: Babel Babble, in Science Fiction World, agosto 2015.
- Tick-Tock 滴答 vincitore del SFComet 13th short story competition, agosto 2015.
- Zhongguo Baikequanshu: Deng Yun Lai 中国百科全书（5）等云来 Encyclopedia Sinica V: Waiting for Clouds, Science Fiction World, settembre 2015.
- Xinli Youxi 心理游戏 Mind Games, in Knowledge is Power 知识就是力量, settembre 2015.
- Xiri Guang 昔日光 Yesterday's Brilliance, Guangming Daily, 30 ottobre 2015,